# Renaico
Renaico (en mapudungún eau de grotte) est une ville et une commune du Chili de la Province de Malleco, elle-même située dans la Région de l'Araucanie. En 2012, la population de la commune s'élevait à 10 403 habitants. La superficie de la commune est de 247 km2 (densité de 39 hab./km²),.

## Situation
Le territoire de la commune de Renaico se trouve dans la vallée centrale du Chili. L'agglomération principale de Renaco est située le long de la rive sud du rio Renaico. Ce dernier se joint au rio Vergara 7 kilomètres à l'ouest de l'agglomération de Renaco pour former le rio Biobio. La commune est située à 501 kilomètres à vol d'oiseau au sud de la capitale Santiago et à 118 kilomètres au nord de Temuco capitale de la Région de l'Araucanie et à 18 kilomètres au nord-est de Angol capitale de la provision de la province de Malleco.

## Histoire
Dans le cadre de la pacification de l'Auricanie à la fin du XIXe siècle, les colons chiliens créent l'agglomération de Renaco.

## Économie
Les principaux domaines d'activité de la commune sont l'élevage, l'agriculture classique qui se fait sur des terres ayant de bons rendements et en partie irriguées, l'horticulture, la sylviculture ainsi que l'industrie agroalimentaire.

Position de Renaico (en rouge) au sein de la Région de l'Araucanie.